# Umeda Umpin

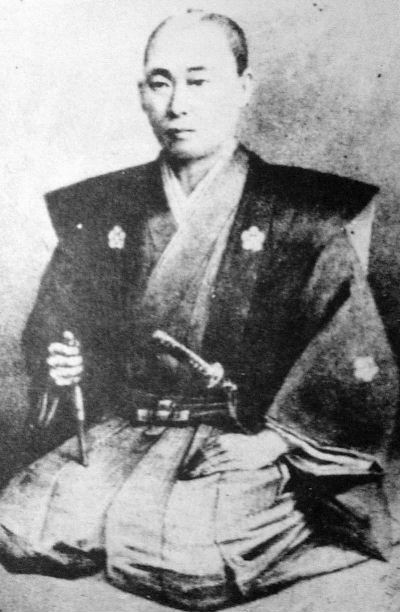
Umeda Umpin

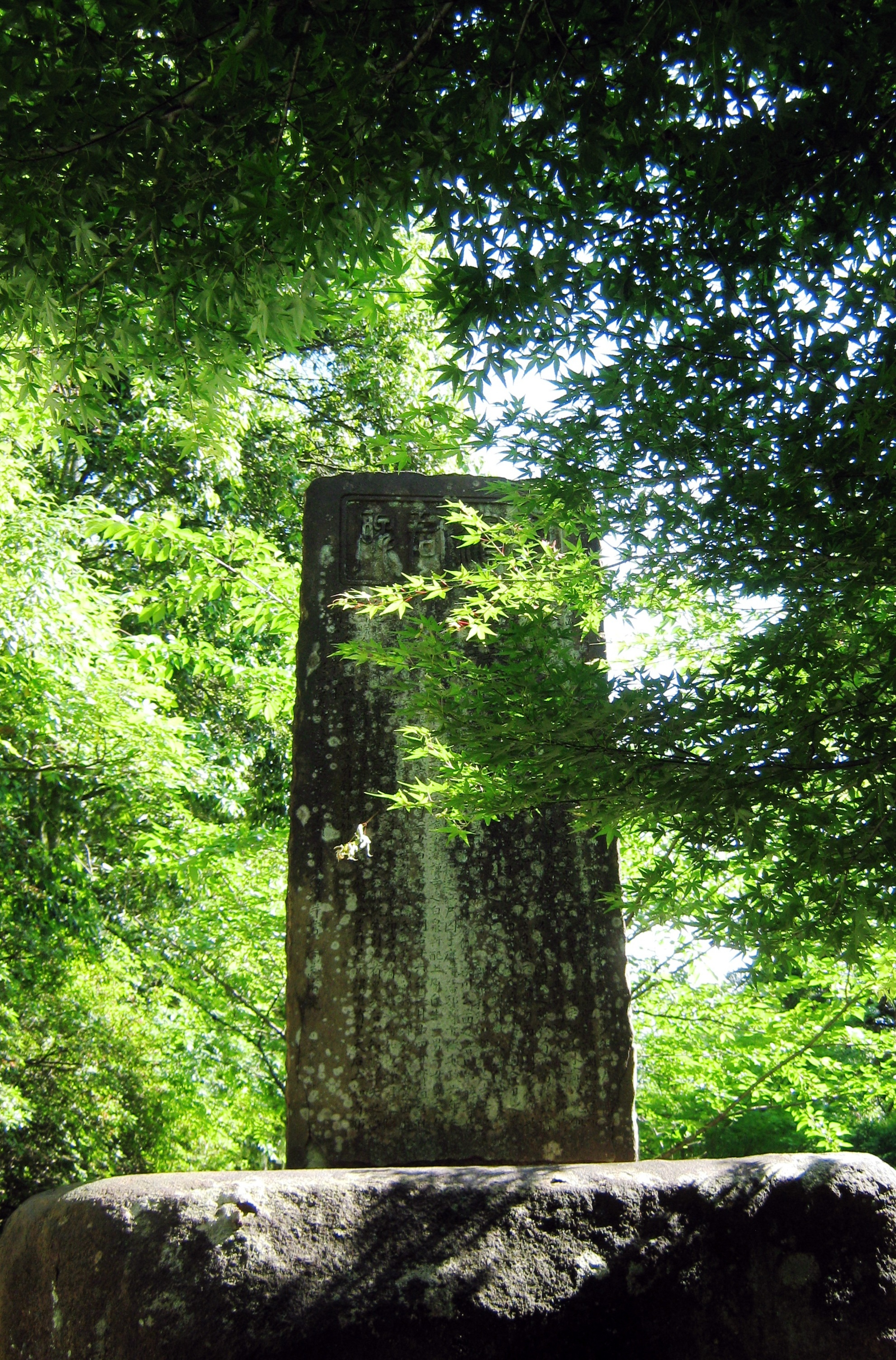
Gedenkstein für Umeda Umpin

Umeda Umpin (japanisch 梅田 雲浜; geboren 13. Juli 1815 in Obama (Provinz Wakasa); gestorben 9. Oktober 1859 in Edo) war ein japanischer kaisertreuer Samurai.

## Leben und Wirken
Umeda Umpin wurde als zweiter Sohn des Gefolgsmanns Yatabe (矢部氏) des Obama-Klans in der Provinz Wakasa, heute Präfektur Fukui, geboren. Später übernahm er die Nachfolge in der Umeda-Familie seines Großvaters. Er studierte in Edo Kimongaku (崎門学), eine Auslegung der Lehre des Konfuzius von Yamaguchi Kanzan (山口 菅山; 1772–1854), der die Verehrung des Kaisers betonte. Nach seiner Rückkehr in die Domäne ging er nach Ōtsu und dann nach Kyōto, wo er Dozent an Yamaguchis Privatschule „Bōnanken“ (望楠軒) wurde und mit Patrioten wie Yanagawa Seigan (1789–1859), Rai Mikisaburō (頼 三樹三郎; 1825–1859) und anderen zusammenarbeitete. Als er 1852 in einem Memorandum vorschlug, die Küstenverteidigung der Obama-Domäne zu stärken, entzog ihm verärgert der Herr der Domäne, Sakai Tadaaki (酒井 忠義; 1813–1873), den Samurai-Status, wodurch er zum Rōnin wurde.
Als Perry nach Japan kam, diskutierte Umeda mit Yoshida Shōin (1830–1859) und anderen in Edo Gegenmaßnahmen und nahm auch mit dem Mito-Han Verbindung auf. Darüber hinaus organisierte er die Gruppe der Patrioten von Yamato-Totsukawa (大和十津川), griff die russischen Kriegsschiffe an, die in der Bucht von Osaka auftauchten, und erreichte, dass seine Patriotengruppe zum Schutz von Kyōto eingesetzt wurde. 1856 führte er eine Feldzugskampagne gegen die Chōshū (Han)-Domäne durch und fungierte als Vermittler für den Produkthandel zwischen der Domäne und Kyōto, Nara und Totsukawa.
Umeda spielte immer eine zentrale Rolle bei der Sonnō-jōi-Bewegung der Verehrung des Kaisers und der Vertreibung von Ausländern, indem er beispielsweise den Mito-Han im Voraus informierte, als das geheime kaiserliche Edikt „Bogo no mitchaku“ erlassen wurde. Aus diesem Grund wurde 1858 er im Rahmen der Ansei-Säuberung festgenommen und starb im Gefängnis in Edo.